# Parahovatoma carmonai
Parahovatoma carmonai là một loài bọ cánh cứng trong họ Cerambycidae.